# Sociologia dell'organizzazione
La sociologia dell'organizzazione è la disciplina che studia la pratica organizzativa e le organizzazioni in base all'analisi sociologica.

## Le origini
Nella seconda metà del XVIII secolo la rivoluzione industriale inglese e quella politica francese provocano un terremoto nell'ordine sociale e politico del vecchio continente.
La borghesia offusca il potere economico dell'aristocrazia e le contende quello politico, l'egemonia culturale del clero viene messa a dura prova dall'illuminismo, corrente di pensiero che affonda le sue radici nella tradizione filosofico-scientifica inglese e fiamminga.
La Francia potendo contare sui "lumi" di personalità del calibro di Voltaire, Diderot e D'Alembert, eleva la ragione, la libertà e l'uguaglianza a valori universali ed eterni ed offre alla borghesia le armi con cui colpire i privilegi con le quali l'antico regime aveva legittimato e perpetuato il potere.
Alla luce dei mutamenti in atto si avverte la necessità di istituzioni o fattori in grado di spiegare e fornire una base di legittimità alla nuova società.
La ricerca attiva un processo di distacco di tre delle principali scienze sociali moderne: l'economia, la scienza politica e la sociologia.
Adam Smith, unanimemente considerato il fondatore della scienza economica moderna, ritiene che l'uomo nel perseguire il proprio tornaconto all'interno dell'istituzione mercato promuove la crescita economica della collettività. Il teorico della filosofia morale scozzese considera il mercato una "mano invisibile", in grado di regolare l'ordine sociale in un ambiente privo di relazioni rilevanti tra individui. Lionel Robbins sostiene che l'asocialità nel mercato affonda le sue radici nel disequilibrio tra gli infiniti desideri dell'uomo e i limitati mezzi per soddisfarli.
L'individuo costretto a vivere in una situazione di permanente insoddisfazione adotta nell'interazione con gli altri simili, atteggiamenti in grado di garantirgli la realizzazione dei propri obiettivi.
Smith pone le basi per il successivo sviluppo dell'economia classica e neoclassica che mirano ad innalzare l'uomo ad essere razionale, in grado di scegliere, sulla base del calcolo costi-benefici, l'alternativa che gli garantisce la massima soddisfazione, tenuto conto della scarsità di risorse a sua disposizione.
Gli utilitaristi ambiscono ad una prospettiva materiale realizzabile in assenza di rapporti gerarchici, di cooperazione e di elementi etico-valoriali.
L'antropologia culturale si pone agli antipodi rispetto alla scienza economica.
In essa l'uomo è espressione del contesto strutturale e culturale nel quale vive.
Tale assioma è valido anche nelle interazioni economiche con i propri simili.
Detta scienza di origine anglossassone trae le proprie leggi da studi intrapresi presso economie arcaiche in cui il concetto di scarsità o abbondanza prescinde dalle risorse oggettive a disposizione della comunità.
Bronislaw Malinowski uno dei principali interpreti di tale disciplina si meraviglia nella scoperta di tribù in cui lo scambio di beni è privo di utilità pratica, riveste il ruolo sociale di cementare le relazioni tra i suoi membri.
Dopo la seconda guerra mondiale è stato raggiunto un compromesso tra le due scienze; la città dell'abbondanza degli antropologi esprime il passato e l'origine di un processo di evoluzione funzionale che conduce alla città della scarsità, delineata dagli economisti e fatta propria dalla società odierna.
Thomas Hobbes condivide la concezione profondamente egoistica della natura umana elaborata da Smith e attribuisce la soluzione al problema dell'integrazione sociale facendo leva su spiegazioni "extra-sociologiche", che confluivano in un unico principio: lo Stato.
L'atteggiamento di rinuncia del modello smithiano e hobbesiano all'individuazione di fattori socio-culturali in grado di contribuire insieme al fattore economico e politico alla comprensione delle relazioni sociali, determina, all'inizio l'interesse di alcuni studiosi verso le strutture etico-culturali di un popolo (Montesquieu, Hegel) e successivamente critica contro il sistema economico capitalistico degli economisti classici (Karl Marx).
Nasce la sociologia che è la scienza che studia con propri metodi di indagine e tecniche di ricerca, i processi ricorrenti di strutturazione e destrutturazione della vita associata, i condizionamenti che la società esercita sulla formazione e sull'azione degli individui e che gli individui esercitano su di essa, mira a ricondurre la varietà degli eventi particolari ad un numero limitato di leggi (Luciano Gallino) e nasce quando emerge nell'uomo il desiderio di uno studio laico e razionale dell'ordine sociale (Paci, 1992).
L'inquietudine provata verso gli economisti, responsabili di aver legittimato l'ascesa della borghesia, classe dominante di un sistema di produzione in grado di generare una ricchezza materiale impensabile per l'umanità del passato ma inattuabile in ragione degli altissimi costi sociali, resta fino agli anni trenta l'argomento principale del pensiero sociologico.
Nel 1937 Talcott Parsons con la pubblicazione de "la struttura dell'azione sociale" crea le premesse teoriche necessarie ad un ampliamento dell'oggetto di indagine della scienza sociologica.
Il principale interprete della versione del funzionalismo mira ad elaborare una teoria generale dell'organizzazione sociale puntando su un approccio sistemico e organicistico.
La diversa prospettiva di studio dalla quale l'autore parte per analizzare la società, rappresenta una novità assoluta per coloro che lo hanno preceduto e per tutti quelli che, partendo da un dato statistico o da un sottoinsieme del complesso delle relazioni sociali, finivano per elaborare una teoria olistica della società.
Dopo aver determinato gli elementi che pensava fossero alla base della sopravvivenza sociale, Parsons promuove il ricorso ad una pluralità di scienze analitiche, ciascuna dotata di una specifica area di indagine, con l'obiettivo di avanzare nella conoscenza dei meccanismi in grado di spiegare la complessa realtà sociale.
Il sociologo americano assegna all'economia, alla politica, all'antropologia ed alla sociologia ambiti di indagine distinti ma allo stesso tempo auspica una loro futura interconnessione.
Ciascuna materia estrae dai fatti concreti, leggi astratte che non sempre trovano riscontro in situazioni analoghe.
Le distorsioni empiriche di una scienza sono il risultato di una o più variazioni intervenute nelle altre sfere di azione.
la soluzione parsoniana assegna alla sociologia la spiegazione dell'ordine sociale e la pone in una situazione di distacco dalle altre materie.
A partire dagli anni settanta e soprattutto negli anni ottanta l'interconnessione tra scienze analitiche auspicata da Parsons affiora in tutti quei fenomeni economici ritenuti anomali dalla teoria tradizionale e per questo marginalizzati dalla stessa.
L'impossibilità dell'economia di fornire un quadro teorico in grado di spiegare la nascita e l'evoluzione di realtà come i distretti industriali, suscita l'interesse della sociologia economica ad occuparsi di fenomeni che da circa due secoli erano dominio esclusivo dell'economia.
Il processo in atto coinvolge anche l'impresa di grandi dimensioni grazie anche al contributo di Williamson che dopo aver attinto dagli studi della macroeconomia d'impresa e dalla sociologia dell'organizzazione elabora la teoria dei costi di transazione.
Nell'elenco delle variabili in grado di formulare l'origine e l'evoluzione delle operazioni commerciali tra imprese, l'autore propone incognite sconosciute agli economisti.
L'introduzione nella macroeconomia d'impresa del concetto di gerarchia per delineare particolari rapporti tra aziende (Williamson) o l'attenzione posta da Ouchi per il clan elemento particolarmente adatto a descrivere i modelli di comportamento tipici delle aziende asiatiche, rappresentano una novità sconcertante per chi ha sempre basato le decisioni imprenditoriali sulle regole del mercato.
A livello macro numerosi sono gli studi volti a elaborare teorie che indicano i mezzi cui lo stato, i sindacati e le associazioni di consumatori fanno riferimento per pilotare il capitalismo nella direzione del benessere sociale e inquietanti sono le analisi sui legami tra élite economiche, potere politico e sistema economico.

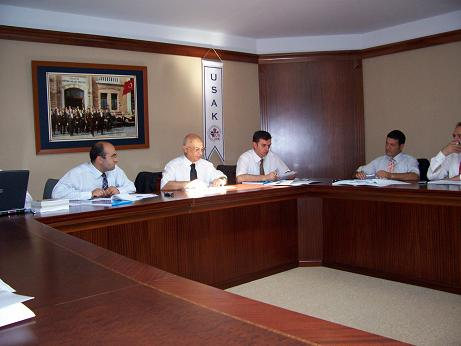
Una riunione.

Molti studiosi dopo aver evidenziato l'esistenza di una pluralità di forme di scambio rivolgono la propria attenzione all'economia informale, un fenomeno che ha un grosso impatto sociale ma che il sistema di contabilità tradizionale non è in grado di rilevare (Gershunyi).
Le ricerche in atto riposizionano l'impostazione del pensiero sociologico.
La nuova sociologia economica abbandona ogni pretesa egemonica nei confronti della teoria economica e l'inutile divisione disciplinare con le altre scienze sociali; considera l'azione economica un'azione sociale e individua le conseguenze sociali derivanti dall'evoluzione del sistema economico.
Il contributo di Max Weber, uno dei fondatori insieme a Karl Marx ed Emile Durkheim della sociologia classica, è uno degli stimoli principali attraverso i quali la nuova sociologia economica supera l'impostazione parsoniana e approda ad un nuovo stadio, la spiegazione dell'economia in una prospettiva sociologica (Swedberg).
Weber attribuisce all'etica calvinista l'origine del sistema di produzione capitalistico e sostiene che la moderna economia viene disciplinata e rafforzata da un insieme di valori e istituzioni createsi all'interno della cultura occidentale.
L'eclettico studioso tedesco asserisce che le valutazioni e gli scopi di ciascun individuo sono variabili importanti nella spiegazione dell'azione sociale ma da sole non bastano a comprendere la complessità di ogni fenomeno sociale.
I pezzi mancanti necessari a completare il puzzle sono la comprensione dei vincoli e delle possibilità di ciascun attore nel quadro delle relazioni sociali complessive.
Weber afferma che gli obiettivi del singolo sono divergenti rispetto a quelli dei suoi simili, a causa della diversa importanza data da ogni individuo all'aspetto religioso, filosofico ed economico.
L'autore sostiene che è cruciale evidenziare nell'analisi di una struttura economica l'esistenza o meno di gruppi di potere capaci di regolare l'attività economica, ed è importante la comprensione degli scopi alla base delle loro decisioni.
A livello micro Weber osserva che la ricerca e il successivo impegno delle imprese in attività in cui la concorrenza è inesistente promuove la nascita di nuove imprese e di settori analoghi e attribuisce alla struttura finanziaria: network tra le aziende leader, il ruolo di centro direzionale del capitalismo.
Karl Polanyi attribuisce all'elemento politico-istituzionale l'origine del capitalismo e sulla scia delle scoperte di Malinkwsji individua tre tipologie di scambio: il mercato, la reciprocità e la redistribuzione.
La scuola francese, erede di Durkheim, riconduce ad una matrice sociale fenomeni puramente economici come il salario e la moneta, e sostenendo che i mutamenti sociali costituiscono la fonte e non il risultato delle conseguenze economiche, capovolge la tesi marxista.
Célestin Bouglé puntualizza che la sociologia economica non è la sorgente di ogni sociologia ma solo un ambito della complessa disciplina.
Nella nuova sociologia economica l'azione economica è il risultato delle relazioni umane, cooperative ed altruistiche ma anche conflittuali e oppressive.
Ciascun individuo occupa uno specifico spazio sociale dal quale ne derivano diritti e obblighi (Anthony Giddens).
Stinchcombe, partendo dall'idea che l'uomo agisce conformemente ai propri interessi, confuta ogni postulato di razionalità a priori sostenendo che le motivazioni del singolo possono essere conformi, in antitesi o diverse rispetto ad altri.
Emerson concentra la propria attenzione sulle relazioni asimmetriche, anticamera della concentrazione del potere nelle mani di pochi o addirittura di un unico attore.
Gli studi di Doeringer, Piore e Berg sul mercato del lavoro e di Alfred Adler sui mercati finanziari sono funzionali alla dimostrazione della tesi di Barber che definisce il mercato un network di relazioni sociali.
White abbraccia l'idea di un mercato interdipendente dalle altre istituzioni sociali e elabora un modello analitico in grado di spiegare le transazioni economiche facendo leva su concetti esclusivamente sociologici.
Ronald P. Dore arricchisce il lavoro di Williamson dimostrando che accanto al modello gerarchico e di mercato esiste almeno una terza via in grado di spiegare l'organizzazione di un sistema economico e nella quale i legami tra le parti contraenti costituiscono l'elemento principale.
Le relazioni sociali costituiscono un ingrediente essenziale sia per il funzionamento che per l'efficienza di un'economia di mercato (Amitai Etzioni).
William Hollingsworth Whyte e George A. Lundberg definiscono le imprese, organizzazioni che, con mezzi limitati e in un ambiente di complessità informative, interagiscono con altre organizzazioni per realizzare i propri obiettivi.
Philippe C. Schmitter sostiene che il mercato è il risultato dell'azione imprenditoriale regolata dall'autorità pubblica.
Pur mantenendo prospettive relativamente diverse è possibile isolare dalle brevi descrizioni dei principali interpreti della nuova sociologia economica un concetto comune, l'idea che i mercati e le imprese sono istituzioni sociali.
La nuova sociologia economica concentrando l'attenzione sulle relazioni tra gli attori del sistema economico, chiave di volta per la comprensione della nascita ed evoluzione delle istituzioni, delinea una netta separazione di interesse rispetto all'economia classica e alla nuova economia istituzionale.
Le nuove teorie sociologiche relativizzano il ruolo del mercato.
Lo scambio economico diventa una delle forme possibili di scambio sociale.
Dalla fusione della sweckrational di Weber con l'analisi antropologica di Marcel Mauss, Bronisław Malinowski e Lévi-Strauss ha origine un'idea fondamentale della nuova scienza sociale, lo scambio determina sia un flusso materiale che conseguenze nelle relazioni sociali sottostanti.
Rodney Stark definisce il fenomeno "economia polifonica".
La pluralità di forme di transazione sono espressione della complessità relazionale presente nella moderna società.
Nei loro saggi Helmut Sick e Ray Pahl mettono in relazione realtà distinte e il confronto è funzionale alla comprensione delle caratteristiche insite nelle differenti tipologie di scambio.
Cheal occupa un ruolo da protagonista in un altro importante filone sociologico: l'analisi nella comunità odierna di scambi privi di interessi economici.
L'autore spiega che la persistenza del dono nelle società avanzate funge da stabilizzatore sociale e contribuisce a rafforzare le relazioni sociali in un contesto di pluralismo culturale.
Etzioni riposiziona l'attenzione della sociologia sullo scambio economico.
Egli promuove la necessità di limitare e disciplinare le relazioni potenzialmente conflittuali e distruttive delle transazioni.
L'apparato istituzionale e sociale è lo strumento più adatto ad arginare le energie negative del mercato e a potenziare quelle positive.
In particolare Scokpol, Evans e Rueschmeyer enfatizzano l'importanza del ruolo statale e lo elevano ad organo cerebrale del sistema economico.
L'ente sociale sovrano, nel perseguire i propri obiettivi strategici, invia impulsi agli altri attori istituzionali e, direttamente o indirettamente, ai singoli individui, sia per incoraggiare l'accumulazione della ricchezza che per procedere ad una redistribuzione della stessa.
Dopo aver brevemente elencato ed interpretato gli aspetti originali delle principali teorie sociologiche, Magatti rifocalizza l'attenzione sui controversi rapporti tra sociologi ed economisti.
I sociologi hanno accusato più volte gli economisti di imperialismo culturale mentre gli economisti hanno spesso ritenuto la sociologia scientificamente debole.
A partire dagli anni settanta l'economia, nel tentativo di affermare il proprio approccio teorico sulle altre scienze sociali, esporta il proprio modello analitico anche nei fenomeni che non hanno alcuna attinenza con la disciplina economica.
La sociologia viene inglobata nell'economia.
L'apparente vittoria del paradigma economico, nell'analisi dei fenomeni sociali, si rivela invece un importante contributo alla crescita della disciplina sociologica.
La sociologia materializza quindi la possibilità di approfondire temi economici che fino a quel momento le erano preclusi.
Mentre in economia, nonostante i tentativi di Hirschman, Nelson, Winter, Amartya Sen, Turow, e Williamson, vi è uno schema dominante ancorato al modello neoclassico, nella scienza delle relazioni sociali confluiscono numerosi paradigmi, nessuno dei quali è incondizionatamente vero o falso, migliore o peggiore.
Il confronto tra i differenti modelli sociologici avvicina la spiegazione teorica alla realtà empirica.

## La teoria
La teoria sociale, fedele al controllo scientifico e particolarmente importante nell'analisi delle procedure e nelle deduzioni, avvalendosi di differenti approcci teorici, sintetizza valori, visioni della vita e concezioni del mondo.

### L'utilitarismo metodologico
Philippe Van Parijs parte da una concezione egoistica e atomista dell'uomo il quale con mezzi razionali persegue razionalmente il proprio interesse sulla base delle proprie preferenze e in funzione della remunerazione economica, del potere e del prestigio.
L'analisi economica riveste un ruolo centrale nella comprensione della struttura sociale mentre le relazioni sociali sono solo vincoli destinati ad indebolirsi nella concorrenza perfetta.
Tale metodo acquisisce i dati del fenomeno da analizzare, quindi orienta la ricerca su un principio economico, valoriale... e procede tramite una logica deduttiva alla risoluzione del problema (Ludwig von Mises).
La critica principale al modello concerne l'applicazione della teoria negli altri ambiti della vita sociale, ad esempio nella politica e nelle relazioni familiari.
La teoria sistemica definisce l'economia un sottosistema della società e viene assimilata all'approccio dell'utilitarismo metodologico poiché adotta nell'analisi della sfera economica i dogmi degli economisti classici ortodossi.
La nuova sociologia economica, in opposizione alle teorie neoclassiche, fornisce tre differenti approcci accomunati dall'idea di embeddeness.
La Structural Theory è la prima di questo gruppo di teorie e studia il fenomeno economico facendo leva su un approccio di tipo empirico che analizza la natura e la struttura delle relazioni sociali.
Questa teoria, sviluppatasi prevalentemente negli Stati Uniti grazie agli importanti contributi di Arthur Stinchcombe, Mark Granovetter e Harrison White, dopo aver inquadrato dettagliatamente il contesto nel quale l'azione si svolge, ritiene di poter stabilire le ragioni del comportamento di ciascun attore.
I mercati e le imprese sono due realtà privilegiate di studio essendo allo stesso tempo elementi tipicamente economici e organizzazioni sociali caratterizzate da reti di relazione altamente strutturate.
La teoria strutturale spiega che l'azione individuale dipende dalla teoria della scelta razionale e dai limiti sociali al comportamento individuale.
Quindi la microstruttura sociale costruisce e modifica la struttura delle preferenze individuali.

### Istituzionalismo
Il secondo grande filone teorico effettua gli studi macrosociologici di tipo storico, comparativo e, attingendo dalla tradizione marxista e weberiana, elabora ricerche finalizzate all'analisi dell'ordine istituzionale garantito dalla combinazione delle infrastrutture culturali, economiche e politiche.
Nel pensiero marxista si insiste sul rapporto economia-politica e sulle interconnessioni tra potere, ideologia e organizzazione.
Ne risulta una razionalità individuale ancorata non solo al calcolo utilitaristico ma anche, all'aderenza agli ideali e alla fedeltà di gruppo che sono espressione di interessi individuali e collettivi al tempo stesso.
La tradizione Weberiana indica l'elemento culturale-normativo l'aspetto centrale delle istituzioni sociali in generale ed economiche in particolare.
A tal fine accantona il sistema dei prezzi per far posto a quello valoriale che è più strettamente collegato al concetto di embedded.
La pluralità culturale di questa teoria stimola l'elaborazione di una molteplicità di soluzioni per ogni problema economico poiché dal confronto è probabilmente più facile giungere a quella migliore.
L'analisi della dimensione culturale nella struttura degli scambi, di Dore in Giappone, si rivela utile per comprendere l'intera struttura sociale ed esplicitare che spesso una soluzione valida in un particolare contesto può esserlo anche in altri.

### L'interazionismo simbolico
Il terzo filone di ricerca considera ogni relazione, compresa quella economica, una costruzione sociale.
L'approccio interazionista, attraverso una metodologia empirica, concentra l'attenzione sulle interazioni umane, utili per la comprensione delle situazioni e dei collegamenti dal micro al macro e dalla realtà alla teoria.
Nella comunicazione, che può avvenire sia attraverso relazioni faccia a faccia sia tramite fenomeni culturali e mass media, il singolo stabilisce la propria linea d'azione alla luce dell'interpretazione dell'altrui comportamento (Herbert Blumer) e pertanto ne conseguono transazioni sociali in cui scambi si realizzano conformemente alle reciproche aspettative.
Marcel Mauss ritiene ad esempio che gli scambi di doni determinano pretese di status e obbligazioni che perpetuano il rituale di scambio mentre il regalo è il segno concreto del legame tra le parti.
Il passaggio dai fenomeni interpersonali a quelli macroscopici avviene tramite catene rituali di interazione che assumono la tipologia della stratificazione sociale (Randall Collins).
I gruppi predominanti tendono ad organizzare le istituzioni della società in funzione dei loro scopi e valori mentre quelli subalterni vengono penalizzati nell'accesso alle risorse e alle competenze.
La lotta culturale tra i gruppi diversi è finalizzata al controllo, al mantenimento o alla variazione delle realtà sociali.
Ogni ordine è negoziato a livello interpersonale, nei rapporti tra gruppi e a livello macrosociale (Claude Levi Strauss).
L'economia potendosi avvalere di un unico paradigma nella spiegazione di un unico oggetto di studio, è superiore a tutte le scienze sociali nel grado di astrazione e di sofisticazione analitica raggiunto; molte leggi economiche sono state addirittura tradotte in linguaggio matematico.
D'altra parte la crisi delle disciplina economica è sempre più evidente a causa della difficoltà di spiegare alcune realtà incomprensibili nell'ottica neoclassica.
Nasce da queste difficoltà la necessità di inserire altri fattori che contribuiscano alla comprensione della sfera economica, tra i quali, quello sociale è di gran lunga il più importante.
Per evitare che l'imperialismo metodologico e disciplinare dell'economia diventi anche normativo, la nuova sociologia economica ha adottato una pluralità di approcci che individuano nell'azione economica un sottoinsieme di quella sociale.
La teoria della scelta razionale dipende dalle opportunità oggettive che vincolano le preferenze soggettive (Jon Elster).
Il residuo non noto rimane ancora un aspetto intatto; sono state a tal proposito poste molte domande ma ci vorranno molti anni prima di predisporre risposte esaurienti.

### La coesione organizzativa

#### Il capitale sociale
Negli anni novanta del Novecento, la difficile transazione economica nei paesi dell'Europa orientale dopo il crollo dei regimi comunisti e il forte sviluppo del capitalismo asiatico hanno stimolato la ricerca finalizzata alla soluzione di due importanti quesiti: il perché della differenziazione dei processi di modernizzazione in un contesto di economia globalizzata e la determinazione delle variabili che permettono ad alcuni paesi di mostrare un dinamismo di sviluppo più elevato di altri.
La predisposizione di uno schema interpretativo complesso che si avvalga, in un'ottica storico-comparativa, di una pluralità di variabili economiche, politiche e culturali, sarebbe in grado di fornire risposte adeguate ai mutamenti in atto.
Alcuni scienziati hanno già realizzato modelli analitici ma i loro risultati sono imprecisi a causa dell'impiego di poche variabili incapaci di tener conto del carattere multidimensionale del processo di modernizzazione.
Il capitale sociale è una delle incognite che incide maggiormente nella comprensione dello sviluppo economico e politico di una società e indica l'insieme di relazioni cooperative durevoli che si materializzano nello spazio intermedio tra la famiglia e la parentela da un lato e lo Stato dall'altro.
Gli studiosi delle scienze sociali orientano l'attenzione dagli aspetti economici e politico-statali a quelli socio-culturali e promuovono l'approfondimento di tematiche, come gli aspetti razionali ed emotivi dell'azione, la fiducia e le reti sociali.
Le relazioni fiduciarie promuovono una cooperazione finalizzata al perseguimento di obiettivi comuni e uno scambio di informazioni che costituisce la palestra ideale per la formazione della struttura comportamentale; determinano anche relazioni di reciprocità che definiscono i confini, la forma e i contenuti degli scambi.
Coleman (1990) individua tre tipologie di capitale:
- capitale fisico è la totalità dei beni strumentali tangibili: materiali e monetari.
- capitale umano è l'insieme delle capacità e abilità della persona.
- capitale sociale è il complesso delle relazioni sociali che produce valori materiali e simbolici.

La densità delle associazioni volontarie rilevabili in una società è un indice di misurazione attendibile del livello di capitale sociale e dimostra empiricamente che la crescita degli aiuti statali, la possibilità di accedere alle coperture e, più in generale, l'incremento del benessere avvia un processo di maggiore autonomia del singolo.
Detto processo indebolisce il capitale sociale poiché rende la collaborazione un fattore meno prioritario alla realizzazione di alcuni obiettivi dell'individuo.
Le persone che attivano e rafforzano strutture di reciprocità arricchiscono il benessere della collettività.
Robert Putnam (1993, 1995) asserisce che il capitale sociale, facilitando il coordinamento delle azioni individuali, aumenta l'efficienza della società ed individua inoltre alcuni elementi di analisi, fondamentali per la comprensione delle organizzazioni sociali quali le norme di reciprocità, che si basano sia su obblighi di dare e avere indefiniti nel tempo e nei contenuti sia su una solidarietà che si ricollega allo scambio-dono, alla fiducia e alle reti di impegno civico.
La fiducia e la cooperazione si autoalimentano nelle reti sociali orizzontali, termine che sintetizza le relazioni ascrivibili all'interno di uno stesso status e livello di potere.
Nelle relazioni sociali verticali il legame è improntato su un rapporto asimmetrico di gerarchia e dipendenza che giustifica, secondo il sociologo inglese, un sentimento di diffidenza nei confronti di David Alter.
Putnam ritiene che l'estensione della fiducia da contesti di piccola scala a quelli di grande scala si realizza attraverso la formazione di reticoli sociali orizzontali complessi e un'espansione della solidarietà oltre i confini della parentela e si concretizza tramite lo sviluppo di reti di associazionismo civico a livello locale (associazioni di quartiere, cooperative, circoli sportivi, culturali...) ma, concorda con Francis Fukuyama (1996), che il capitale sociale e la fiducia sono il risultato di processi culturali di lunga durata nei quali confluiscono sistemi etici e morali, credenze religiose e costumi sociali, elementi la cui sommatoria identifica la civiltà di un popolo.
Lo studioso anglosassone propugna che le relazioni fiduciarie estese, le reti sociali orizzontali e le norme di reciprocità generalizzata aumentano le aspettative di buon governo.
Ciò determina la richiesta di servizi pubblici più appropriati alle esigenze della collettività e la predisposizione del singolo ad un'azione finalizzata alla conquista di obiettivi comuni che, incentivano l'efficienza e l'efficacia delle istituzioni politiche centrali e periferiche, con ripercussioni positive nel sistema economico.

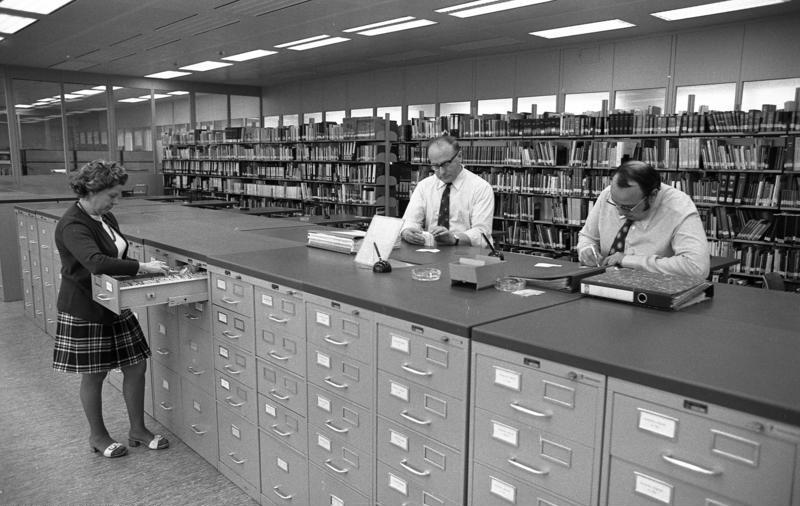
Un bancone di archivio.

La presenza di infrastrutture sociali e la condivisione di valori democratici nella comunità potenzia i legami causali sopraesposti.
Putnam sostiene poi che il sistema economico incide solo marginalmente sul rendimento delle istituzioni e dichiara che l'operatore pubblico è incapace di incrementare il capitale sociale, principale responsabile delle prestazioni governative e dello sviluppo economico di un paese.
La valutazione negativa che l'autore assegna all'autorità pubblica viene motivata stilando un elenco di società in cui l'operato di regimi totalitari o la condizione di permanente sudditanza a popoli stranieri ha mutilato il tessuto fiduciario della comunità.
Margaret Levi (1993), Gianfranco Pasquino (1994) e Tarrow (1996), ponendosi in antitesi rispetto al modello di Putnam, affermano che i sistemi politici legittimati da regimi democratici o da una figura carismatica, possono attraverso un processo di sanzioni e ricompense, produrre fiducia, cooperazione, buoni rendimenti istituzionali e sviluppo, ed evidenziano nella sua opera la mancanza di un'analisi adeguata del ruolo delle reti di relazioni verticali nel processo di estensione del capitale sociale.
Fukujama definisce il capitale sociale come la predisposizione del singolo a confluire in gruppi e organizzazioni per collaborare collettivamente alla conquista di obiettivi comuni, registra nell'analisi delle società diversi livelli di capitale sociale e approfondisce le conseguenze che questa variabile indipendente determina sulla struttura sociale.
La fiducia del singolo nella comunità promuove la cooperazione estesa che si realizza nelle società in cui gli individui attraversano i confini della solidarietà parentale e si basa sull'aspettativa che Alter assuma un comportamento corretto e cooperativo.
Le società con un elevato livello di capitale sociale hanno in genere un assetto industriale incentrato sulla grande impresa retta da una proprietà dispersa e gestita da manager di professione, mentre nelle società con bassa dotazione di capitale prevalgono le imprese di piccole dimensioni di proprietà e a gestione familiare.
Fukujama distingue tre grandi categorie di cooperazione:
- la prima, registra un'alta densità di imprese familiari e un basso livello di fiducia e capitale sociale e si basa sui legami familiari e parentali, le cui reti in alcuni casi contribuiscono alla creazione di gruppi le relazioni dei quali sono cementate da una comune appartenenza etnica o religiosa.
- La seconda registra un alto numero di associazioni volontarie esterne alla parentela e di imprese di grandi dimensioni gestite da manager di professione.
- Nella terza lo Stato è il nucleo del sistema economico; le imprese sono di proprietà dello Stato o sostenute dallo stesso.

Nel breve periodo l'evoluzione delle piccole imprese verso le grandi dimensioni è possibile solo attraverso l'incentivazione statale (Fukujama).
Quando la famiglia e la parentela sono centrali nella società e chiuse verso i membri esterni (familismo), si verificano bassi livelli di fiducia e di capitale sociale che non sempre sono di impedimento allo sviluppo economico.
Il familismo influenza la crescita della Terza Italia e dei paesi dell'Asia orientale e Sud Orientale nella logica organizzativa (dimensioni ridotte) e nella collocazione settoriale (tessile, abbigliamento, calzature, elettrodomestici, meccanica leggera, ecc).
Le imprese di piccole dimensioni contrastano le aziende medie e grandi adottando l'arma della flessibilità, tuttavia restano ugualmente preclusi ad esse i settori ad alta intensità di capitale (semiconduttori, aerospaziale, automobilistico, ecc).
Fukujama concorda con Putnam che un'elevata densità di associazioni volontarie (professionali, culturali, no profit), implica cooperazione spontanea e favorisce il capitale sociale.
Le società a più elevata disponibilità di capitale sociale sono, in ordine decrescente:
- Giappone
- Germania
- Stati Uniti.

In questi paesi il sistema economico è caratterizzato da organizzazioni economiche private gestite da manager di professione e da un ampio tessuto di associazioni volontarie non parentali.
L'estensione dello spirito cooperativo deriva da specificità storiche che, in Giappone, si concretizzano nell'apertura della famiglia tradizionale ai non parenti spesso adottati o inglobati e, nell'intenso legame di lealtà, rivolto ai superiori e le autorità politiche, eredità del feudalesimo e confucianesimo giapponese.
Ciò ha favorito l'interiorizzazione di un codice morale che scavalca la lealtà verso la famiglia e che, unito ad un'elevata etica di lavoro, produce reti di relazioni economiche ad elevata fiducia ed efficienza.
In Giappone le associazioni o reti di associazioni sono organizzate gerarchicamente.
In Germania la pluralità di istituzioni comunitarie del passato, come le gilde artigianali e mercantili medioevali, ha influito positivamente sul livello attuale di capitale sociale.
Negli Stati Uniti confluiscono due sentimenti contrapposti, eredità del protestantesimo settario dei battisti, metodisti e quaccheri: un alto senso della comunità da un lato e una forte tradizione individualistica dall'altro.
L'individualismo deriva dalle tensioni sovversive verso le istituzioni sociali consolidate spesso di impaccio a idee alternative; l'aspetto comunitario attinge dai forti legami di solidarietà sociale createsi all'interno del gruppo religioso di appartenenza e cementati da un comune e vigoroso codice morale.

#### Il capitale morale
Negli Stati Uniti il progressivo predominio dell'impulso individualistico su quello comunitario sta determinando una riduzione del capitale sociale.
Società a bassa dotazione di capitale sociale sono la Cina e le quattro tigri asiatiche (Taiwan, Hong Kong, Singapore e la Corea del Sud).
In tali società la lealtà primaria è rivolta alla famiglia e alla parentela, l'espansione della fiducia a membri esterni è limitata; detta situazione è di impedimento allo sviluppo di aziende di grandi dimensioni istituzionalizzate e rende improbabile l'affidamento della gestione a manager esterni alla famiglia.
Fukujama ritiene che l'unica possibilità di sviluppo di queste società è la creazione di una fitta rete di relazioni tra imprese di piccole dimensioni ma è un processo difficile da realizzare quando vi è una scarsa disponibilità di capitale sociale; infatti le organizzazioni a rete assommano i vantaggi delle imprese di piccole dimensioni a quelli delle grandi aziende solo se le organizzazioni economiche coinvolte nel network creano legami fiduciari informali di reciprocità che abbattono i costi di transazione.
L'analisi empirica non conforta pienamente la tesi teorica.
Focalizzando l'attenzione sulla Corea del Sud l'autore osserva che, pur avendo una struttura familiare di tipo cinese, registra un'alta presenza di imprese di grandi dimensioni competitive nei settori ad alta intensità di capitale.
Le imprese sono costituite da network organizzativi di grandi dimensioni integrati verticalmente ("chaebol") in cui il controllo e la gestione ha una base familiare.
Lo Stato coreano, favorito anche da una struttura parentale a lignaggi estesi, con competenza, efficacia e selettività è riuscito a creare, nonostante i vincoli culturali del proprio popolo, uno sviluppo organizzativo efficiente sul modello dello "zaibatzu" giapponese.
Fukujama considera il caso coreano una situazione eccezionale, data la difficoltà di selezionare Stati tanto efficaci nella realizzazione dei propri obiettivi.
Inoltre i "keiretzu" intersettoriali giapponesi (reti di imprese al cui vertice si installano istituzioni finanziarie), sono considerati più abili a sfruttare le economie di scala dei "chaebol" coreani.
Analizzando altre società a bassa disponibilità di capitale sociale, come la Francia, l'Italia e la Spagna Fukujama segnala una seconda anomalia quella della Terza Italia in cui l'organizzazione in rete di piccole aziende, beneficiando anche di un tessuto sociale aperto alla collaborazione con membri esterni alla famiglia, su basi professionali e funzionali, ha contribuito positivamente alla nascita di organizzazioni aziendali di grandi dimensioni.
Strutture familiari e parentali aperte a soggetti esterni, lignaggi familiari estesi, lealtà familiari subordinate a lealtà più generali attenuano la centralità della famiglia, favoriscono lo sviluppo del capitale sociale e della fiducia e attivano la metamorfosi delle piccole imprese isolate verso le grandi dimensioni integrate a network economico-aziendali.
Fukujama svaluta l'efficienza e l'efficacia dei network tra imprese di piccole dimensioni in un contesto di scarso capitale sociale e gli interventi statali, destinati all'accrescimento del capitale sociale, perché ritiene che questo atteggiamento tende a distruggere, soprattutto nei sistemi politici centralizzati, le comunità spontanee della società civile.
Granovetter (1995) controbatte la tesi di Fukujama sostenendo che lo Stato può contribuire positivamente alla crescita dimensionale delle aziende e del capitale sociale.
Il "chaebol " coreano, in un'ottica planetaria, non è un caso unico nel suo genere; situazioni simili sono presenti nei gruppi economici cinesi di Singapore e in quelli parentali cileni (Amsden, 1989).
L'unica possibilità di sviluppo di economie di scala nelle società familistiche è l'intervento dello Stato, finalizzato alla promozione di network tra imprese di piccole dimensioni.
La società civile, l'economia e il sistema politico istituzionale sono interdipendenti e si influenzano reciprocamente.
Putnam e Fukujama, approfondendo il tema del capitale sociale, offrono un contributo ottimo ma parziale allo studio del processo di modernizzazione e alla spiegazione della crescita economica nei paesi (Mutti).
Mutti afferma che l'integrazione, la cooperazione e la solidarietà sono funzionali alla modernizzazione della società e si interroga sulla possibilità di rapporti cooperativi in assenza di fiducia ritenendola un bene necessario alla nostra limitata capacità previsionale e alla libertà altrui.
Il problema della fiducia nasce quando non è possibile prevedere completamente il comportamento delle persone con cui si interagisce.
Molti sociologi, tra cui Putnam e Fukujama, sostengono che la produzione e l'estensione della fiducia dipende anche da componenti razionali ma soprattutto da complesse dinamiche storiche e aspetti irrazionali.
Altri scienziati, aperti ad una prospettiva più volontaristica, minimizzano gli elementi irrazionali e ritengono realistica la possibilità di determinare una crescita della fiducia anche a medio termine.
Putnam e Fukujama sono scettici sulla possibilità che le politiche di breve periodo possano influenzare la fiducia tra gli attori sociali.
Secondo Fukujama le vicissitudini storiche modellano differenti tradizioni (sommatoria di sistemi etici e morali, credenze religiose e convenzioni sociali) e il patrimonio fiduciario del sistemi sociale.
La fiducia stabilizza i rapporti cooperativi ed innesca, quando determina risultati positivi un circolo virtuoso che aumenta la collaborazione (Robert Axelrod 1985).
Diego Gambetta (1989) si pone agli antipodi rispetto a Putnam e Fukujama.
Nell'ottica storico-empirica vi è un alto interesse degli scienziati all'individuazione di gruppi (primari o familiari, parentali, amicali) e istituzioni o comunità particolaristiche (locali, linguistiche, religiose, illegali...) che emotivamente e/o cognitivamente sono strategici nel processo di creazione della fiducia.
I rapporti interpersonali fiduciari sono correlati positivamente con le relazioni dirette e le sanzioni sociali, espresse dalle comunità di appartenenza, depositarie di un'intensa carica emotiva.
Il sistema politico-istituzionale può creare, attraverso incentivi e sanzioni, pressioni normative alla cooperazione che assicurano contro i rischi legati al conferimento della fiducia ed inducono gli attori a collaborare (Roninger, 1992; Levi, 1996).
In questi casi la fiducia viene attribuita in parte alla persona con la quale si interagisce ed in parte alla credibilità e legittimità del sistema politico che favorisce la fiducia e la cooperazione.
Ovviamente gli interventi dei governanti possono anche essere negativi e contribuire alla distruzione delle reti fiduciarie interpersonali preesistenti nella società.
Gli intermediari della fiducia sono soggetti che contribuiscono a produrre fiducia interpersonale al di fuori degli ambiti ristretti dei gruppi primari o delle comunità particolaristiche e che, facendo leva sulla fiducia di cui godono tra le persone, garantiscono l'affidabilità di individui estranei ai contesti limitati (James Samuel Coleman, 1990) e istituzioni, associazioni professionali ed organizzazioni che emettono a favore di certi attori certificati di buona reputazione che sono razionalmente ed emotivamente rassicuranti quanto più è elevata la fiducia nelle organizzazioni che li ha redatti (Michael J. Shapiro, 1987).
Molti studiosi ritengono che l'ampliamento della fiducia, da ambiti ristretti e locali ad altri più generali e impersonali (istituzionali), si realizza quando leader carismatici o simboli ad alto contenuto espressivo generano una mobilitazione collettiva.
In assenza di tali condizioni si concretizza attraverso la constatazione dell'efficiente funzionamento dei governi passati.
Quando più media, le istituzioni ed i sottosistemi sociali appaiono lontani ed impercettibili tanto più l'ordine sociale viene accettato pragmaticamente in un sentimento di incapacità di intervento (Niklas Luhmann, 1989) o nell'atto di fede verso un sistema ipercomplesso (Giddens, 1994).
La reputazione degli operatori di accesso al sistema funge da ponte tra la fiducia personale e quella sistemica (Anthony Giddens, 1994).
L'atto di fede rivolto dagli attori sociali alle istituzioni è un'aspettativa passiva che infonde sicurezza sulla continuità della propria identità e sulla staticità dell'ambiente sociale e materiale in cui agiscono.
La soluzione più promettente alla questione è quella fornita da Erik Erikson (1966, 1974) che intende elaborare uno schema analitico esplicativo dei legami esistenti tra la fiducia interpersonale e sistemica, l'aspetto razionale ed emotivo della fiducia e la fiducia in sé stessi, negli altri e nel sistema (Claudio Mutti).
Gli individui che sono pronti a concedere una fiducia maggiore hanno generalmente una maggiore autostima.
La sommatoria di tali variabili determina la fiducia di base, la cui positività è propria delle personalità pienamente sviluppate.
La propensione a concedere fiducia è il risultato di un lungo processo di apprendimento che non si limita alla sola socializzazione primaria (familiare), che resta comunque molto importante, ma anche ai rapporti extra-familiari ed impersonali-istituzionali.
Gli individui che appartengono a diverse comunità valorizzano le differenze e le lealtà particolaristiche, non rifiutano il dialogo e lo scambio con le altre comunità ed hanno un'apertura verso il mondo che influisce positivamente sugli individui delle diverse comunità e quindi sulla fiducia sistemica.
Mutti ritiene insoddisfacenti le attuali teorie sulla genesi e l'estensione della fiducia e sottolinea che l'incorporazione in un unico modello delle conoscenze acquisite nei diversi ambiti disciplinari è la strategia migliore per pervenire al risultato finale.
La fiducia facendo convergere le aspettative degli agenti sociali è una condizione necessaria ma non sufficiente alla cooperazione e quindi alla costituzione di un capitale sociale stabile.
Bisogna precisare inoltre che un capitale sociale elevato non sempre genera sviluppo politico ed economico, infatti molto dipende anche dalle tematiche che circolano nelle reti fiduciarie che in alcuni casi possono determinare conseguenze negative come il conformismo, il conservatorismo ed in casi estremi la corruzione e l'illegalità.

### Identità organizzativa

#### La fiducia
La ricerca sulla fiducia deriva dall'accresciuta consapevolezza della sua importanza nella società contemporanea.
Georg Simmel (1984) è l'unico grande classico del pensiero sociale che ritiene la fiducia come elemento centrale nell'interazione sociale e promuove una sua maggiore precisione analitica e una specifica categoria di analisi.
I rapporti che si fondano su ciò che uno sa in modo verificabile dell'altro sono pochissimi, la società si disintegrerebbe se la fiducia non fosse talora anche più forte di verifiche logiche ed oculari.
Il tratto che accomuna le differenti interpretazioni scientifiche a proposito della fiducia è l'aspettativa positiva dell'attore in condizioni di incertezza dovuta a carenza o complessità di informazioni.
Ciò rende necessario un complicato processo interpretativo che schematizzi i differenti punti di vista (Misztal, 1996).
Destinatari delle aspettative fiduciarie possono essere individui (fiducia personale o interpersonale) o organizzazioni naturali o sociali (fiducia sistemica o istituzionale) in un'ottica olistica o limitata ad alcuni ambiti.
La fiducia nelle istituzioni implica aspettative di stabilità nell'ordine naturale e sociale ed è il motivo principale che spinge gli individui ad adeguarsi ed armonizzarsi alle regole di funzionamento del sistema (Harorl Garfinkel, 1967).
Parsons (1975) e Luhmann (1979) condividono la connessione tra l'aspettativa di stabilità e l'efficace funzionamento dei mezzi standardizzati di scambio e di comunicazione, ma mentre Parsons ritiene la fiducia sistemica come il risultato dell'interiorizzazione di valori comuni che conduce ad un'adesione attiva all'ordine normativo, Luhmann sostiene che la fiducia sistemica riflette il desiderio di soddisfare il bisogno di sicurezza.
La fiducia sistemica è il risultato della regolarità delle esperienze personali e dell'efficace funzionamento delle istituzioni sociali passate (Parsons, Luhmann); dell'atto di fede del singolo che per fini sociali aderisce attivamente all'ordine normativo (Parsons); dell'accettazione pragmatica di un ordine sociale dato per scontato o dell'incapacità di formulare alternative o di promuovere interventi efficaci (Luhmann).
Quanto evidenziato determina sfiducia nel mutamento; trascura sia la variabilità della fiducia sistemica nelle diverse strutture storico-sociali, sia la possibilità che l'individuo si opponga parzialmente o totalmente all'ordine sociale e che attori sociali, con l'intento di rafforzare la propria posizione di potere, gestiscano la comunicazione avvalendosi di un linguaggio opaco, ambiguo, distorto o manipolato.
La fiducia interpersonale si basa sull'aspettativa che Alter non manipolerà la comunicazione per fornire un'immagine distorta della propria identità.
Luhmann e Garfinkel, definendo la fiducia come l'aspettativa di regolarità e continuità comportamentale di ruolo ed identità degli attori, trascurano le aspettative di mutamento.
Blau (1964), Colemann (1990), Ouchi (1980) e altri studiosi definiscono la fiducia l'aspettativa di Ego che Alter non assuma un comportamento lesivo nei propri confronti.
Ciò implica il non abuso di posizioni di potere, il mantenimento degli impegni, l'esistenza di una reciprocità non sbilanciata, elementi sintetizzabili nell'atteggiamento cooperativo e non opportunistico tra i membri della comunità.
L'aspettativa può concernere temi ristretti e poco coinvolgenti sul piano emotivo (competenza tecnica, comportamento responsabile rispetto ad un mandato...) ma anche la persona nella sua interezza e coinvolgere aspetti emotivamente molto forti (l'amore).
L'autoreferenza (fiducia in sé stessi) ha interessato la ricerca psicologica (Rotter 1980), psicoanalitica (Erikson, 1970) e delle aspettative in economia (Visco, 1985) in cui la fiducia è sintomo della realizzazione delle valutazioni e stime personali.
La fiducia in sé stessi è l'aspettativa di presentare la propria identità agli altri senza fraintendimenti, evitare comportamenti lesivi del proprio interesse, possedere certe qualità e confermare le proprie aspettative in generale.
In situazioni di incertezza, la fiducia è un'aspettativa di esperienze positive che, supportate da risorse cognitive ed emotive, oltrepassano i confini della mera speranza (Mutti, 1994a) e ha diversi gradi di intensità.
Il limite superiore coincide con la fiducia cieca, incondizionata o con l'intenso atto di fede.
Luhmann (1989) distingue tra "fiducia", che implica contesti in cui l'azione del singolo può incidere positivamente o negativamente sugli effetti e "confidare", un atteggiamento che si registra nelle situazioni (regimi dittatoriali, sistemi naturali e macrosociali) in cui il comportamento dell'individuo non incide significativamente sugli esiti del fenomeno considerato.
Esclude inoltre dall'ambito della fiducia le aspettative prive della componente cognitiva ed evidenzia uno stretto legame tra fiducia sistemica, confidare e sperare.
Mutti (1990a) sostiene che la fiducia è essenzialmente un processo di rassicurazione interna in condizioni di incertezza e quindi prerogativa di investimento rischioso, ma apprezza il contributo della tesi di Luhmann sulla distinzione tra fiducia a prevalente componente cognitiva con quella a prevalente componente emotiva.
La fiducia oscilla all'interno dell'intervallo delimitato dagli estremi della completa conoscenza e della completa ignoranza ("chi sa completamente non ha bisogno di fidarsi, chi non sa non può ragionevolmente fidarsi") (Simmel, 1989).
La fiducia proietta le aspettative del singolo verso previsioni rosee rendendo più tollerabile l'incertezza.
L'aspettativa fiduciaria, rispetto alla mera speranza, implica un investimento cognitivo maggiore che determina in caso di delusione conseguenze negative più gravi.
Le esperienze negative sono avvertite dall'individuo in misura maggiore rispetto a quelle positive.
L'intensità della delusione dipende dai danni oggettivi derivati dalla fiducia concessa.
Simmel assimila la fiducia dell'uomo nell'Alter alla fede religiosa, nella quale si crede in Dio non in base alle prove dell'esistenza dello stesso.
Dette aspettative attingono esclusivamente all'emotività e sono tipiche dei forti legami affettivi, d'amore o d'amicizia, di mutua intimità e simpatia.
Le esperienze solidali, l'adesione a simboli espressivi che soddisfano bisogni emozionali, le sensazioni di benessere o le soluzioni di tensioni interne all'attore determinano comunione e sostegno reciproco tra i partecipanti e spesso ristrutturano l'identità, ridefiniscono il sistema di riferimento e le promesse delle azioni degli attori sociali.
Detto processo quando coinvolge valori e simboli ad alto contenuto espressivo, interessa oltre la fiducia interpersonale anche quella sistemica.
Situazioni di totale incertezza, indotti ad esempio da rapidi mutamenti sociali, possono innescare una fiducia emotiva nell'intenso atto di fede e determina una fiducia emotiva che sconfina nell'intenso atto di fede e determina sicurezza interna e valutazione positiva degli eventi in atto.
Chi offre prevalentemente fiducia cognitiva ha una personalità dotata di una flessibilità interiore che gli permette di anticipare e trattare con compostezza psicologica gli effetti di una possibile delusione.
Nei soggetti in cui prevale la fiducia emotiva le delusioni determinano soprattutto nelle relazioni sentimentali intense, drastici processi di distruzione e ricostruzione della personalità.
La distinzione tra fiducia cognitiva ed emotiva è soltanto teorica, empiricamente l'atto fiduciario è una combinazione variabile dei due elementi (Eugene Lewis, Norman Wengert, 1985).
Fattori di incertezza attivano l'aspettativa fiduciaria sugli attributi del destinatario della comunicazione e sulla trasparenza e la non manipolazione della comunicazione.
La relazione fiduciaria dipende dalle caratteristiche di chi riceve e concede la fiducia, dalla natura, dall'estensione contenutistica e spazio-temporale del tema oggetto della fiducia.
Il contesto strutturale e congiunturale in cui si esprime l'atto fiduciario riveste un ruolo secondario.
In quest'ultimo caso l'incertezza dipende dall'esistenza di ambiti sociali privi di strutture normative o dalla possibilità di manipolare l'interpretazione dell'ordine normativo per attuare comportamenti devianti dalle norme stesse.
Il grado di coerenza, completezza, ambiguità e manipolabilità dei sistemi normativi è un fattore cruciale nella spiegazione dei processi di generalizzazione delle aspettative sociali e di riduzione dell'incertezza entro cui inquadrare il ruolo della fiducia che è potenzialmente più ampio quanto più estese sono le aree socialmente non normate.
L'atto fiduciario coinvolge anche colui che riceve la fiducia poiché deve dimostrare di esserne degno.
Dopo che la fiducia è stata concessa si può avviare un processo di adattamento dell'aspettativa in funzione dell'evoluzione della realtà.
Probabilmente esiste in ogni individuo una soglia di delusione oltrepassata la quale la fiducia declinante muta in sfiducia.
Piccoli spostamenti intorno a tale limite determinano grandi cambiamenti nell'atteggiamento di chi concede fiducia nei confronti di chi la riceve.
Chi ha concesso la fiducia può adottare delle strategie di assorbimento della delusione consistenti nella minimizzazione degli eventi deludenti, nell'imputazione della delusione a forze esterne al destinatario della fiducia o persino nella negazione della realtà, atteggiamento che sconfina nelle contraddizioni della mente e sfocia nell'autoinganno, tipico dei legami tra soggetti in cui la fiducia si basa su forti componenti emotive (Jean Paul Sartre, 1965, Elster, 1983).
Anche chi tradisce la fiducia può essere vittima di contraddizioni della mente generate da conflitti di lealtà, difficoltà soddisfare le richieste eccessive di chi accorda la fiducia, dilemmi legati alla necessità di ricorrere alla menzogna per ragioni di tatto e umanitarie e dall'intenzione di evitare danni o produrre benefici.
Sono frequenti anche i casi in cui l'insoddisfazione delle richieste dipende dalla debolezza o da cause indipendenti dalla volontà, dall'incomprensione tra chi offre e ottiene fiducia o diffidenza nella fiducia ricevuta.
Alter esercita una posizione di supremazia rispetto ad Ego quando sfrutta le contraddizioni interne e/o manipola la comunicazione.
Quando Ego emette un atto fiduciario spesso chiede la reciprocazione alla controparte.
Ciò alimenta una spirale autorafforzantesi che stimola la cooperazione, la solidarietà sociale e la complessità sociale.
La spirale della fiducia e del sospetto determina conflitto, atomizzazione sociale e sprigiona una potente forza distruttiva ma, se ben riposta, è positiva perché evita a chi la emette danni e delusioni.
I rapporti di fiducia reciproca che generano un riscontro positivo favoriscono l'interdipendenza, una maggiore trasparenza nel processo comunicativo, chiarezza nelle regole di interazione, stimolano l'intensificazione dei rapporti sociali e costituiscono una condizione necessaria ma non sufficiente alla cooperazione.
La fiducia reciproca rende superflua un'elevata formalizzazione e una dettagliata specificazione delle regole dello scambio, diventa garante nello scambio stesso dei beni, la cui valutazione valoriale è incerta con la conseguente riduzione dei costi di transazione.
I superiori delle aziende, attribuendo fiducia e responsabilità ai subordinati, in particolare nei ruoli e nelle attività discrezionali (es. i clienti del rappresentante basano la fiducia sulla sua competenza tecnica e professionale), costituiscono una flessibilità di controllo ideale.
Alcuni autori sostengono che l'attivazione della relazione fiduciaria dipende da dinamiche storiche di lungo periodo, causa della pluralità e diversità di tradizioni culturali e sistemi morali rilevabili nel nostro pianeta, mentre altri ritengono che la fiducia è un bene che può essere creato intenzionalmente e razionalmente.
Altri autori interessati ad un'analisi, storico-empirica della creazione della fiducia antitetica rispetto a quella teorica, sugli individui, sulle istituzioni e sui gruppi strategici (gruppi primari, comunità particolaristiche, sistema politico-istituzionale, intermediari della fiducia, responsabili-esperti dei punti di accesso di sistemi astratti).
Numerosi studiosi hanno mostrato difficoltà a precisare i motivi che spingono molti individui a concedere fiducia agli intermediari e propagatori della fiducia stessa.
Le relazioni che l'individuo intesse nel corso della sua storia personale sono significative nel favorire o sfavorire la propria propensione ad estendere la fiducia anche ad ambiti impersonali:
- La fiducia sistemica è sostenuta dalla fiducia in sé stessi e da quella interpersonale.

L'intensità della fiducia accordata dipende anche dalla tipologia delle istituzioni alle quali viene concessa la fiducia.
- La fiducia impersonale indica la fiducia di fondo dell'individuo nell'affidabilità del mondo e attinge dalle esperienze di presenza-assenza dell'attore nelle relazioni fiduciarie dirette.
- La fiducia nel denaro implica la fiducia nella capacità della comunità economica di garantire la stabilità del potere d'acquisto della moneta posseduta e costituisce un importante parametro della fiducia che il singolo ha nell'organizzazione dello Stato e nell'ordine sociale (Simmel).

#### La moneta
Nella prospettiva sociologica la distinzione tra la moneta e le altre promesse di pagamento risiede nella rete sociale che garantisce il valore della moneta.
Dodd (1994) promuove la creazione di una sociologia del denaro, centrata su network nazionali e internazionali i quali forniscano informazioni sulla validità e affidabilità spazio-temporale della moneta indice dell'intensità fiduciaria goduta dalla stessa.
La fiducia nella moneta legale implica la fiducia nella legittimità dello Stato e nella competenza tecnica dei sistemi responsabili del governo della moneta (Tesoro, Banca centrale, sistema bancario...).
Il reticolo monetario esteso della moneta ufficiale non è quindi solo un espediente tecnico che favorisce la generalizzazione degli scambi.
Nelle monete speciali (assegni, carte di credito, monete elettroniche) la minore estensione e la maggiore particolarizzazione della rete che circoscrive l'ambito di validità delle monete speciali accresce l'importanza delle componenti simboliche e culturali nel processo di costruzione della credibilità e affidabilità di una specifica forma di denaro.
La fiducia nello strumento monetario è correlata ai rapporti di fiducia interpersonale esistenti all'interno della rete monetaria in esame.
Il sistema finanziario internazionale è il risultato dei rapporti di potere e dei processi di conflitto e di cooperazione in atto nelle diverse reti tra gli attori dalla cui sommatoria deriva lo scenario globale.
Nel corso degli anni ha acquisito una maggiore indipendenza dal potere statale, ha arricchito l'offerta e le innovazioni finanziarie.
Questo sistema policentrico è costituito da quattro reti di attori: gli Stati nazionali, i media (stampa, radio, televisione, informazione elettronica, agenzie di valutazione internazionali es.Moody's e Standard and Poor's), i capitalisti finanziari e i sistemi di intelligenza artificiale (Thrift, 1996). Essi producono informazioni ed interpretazioni che intervengono nella creazione e distribuzione della credibilità e della fiducia nei differenti prodotti finanziari.

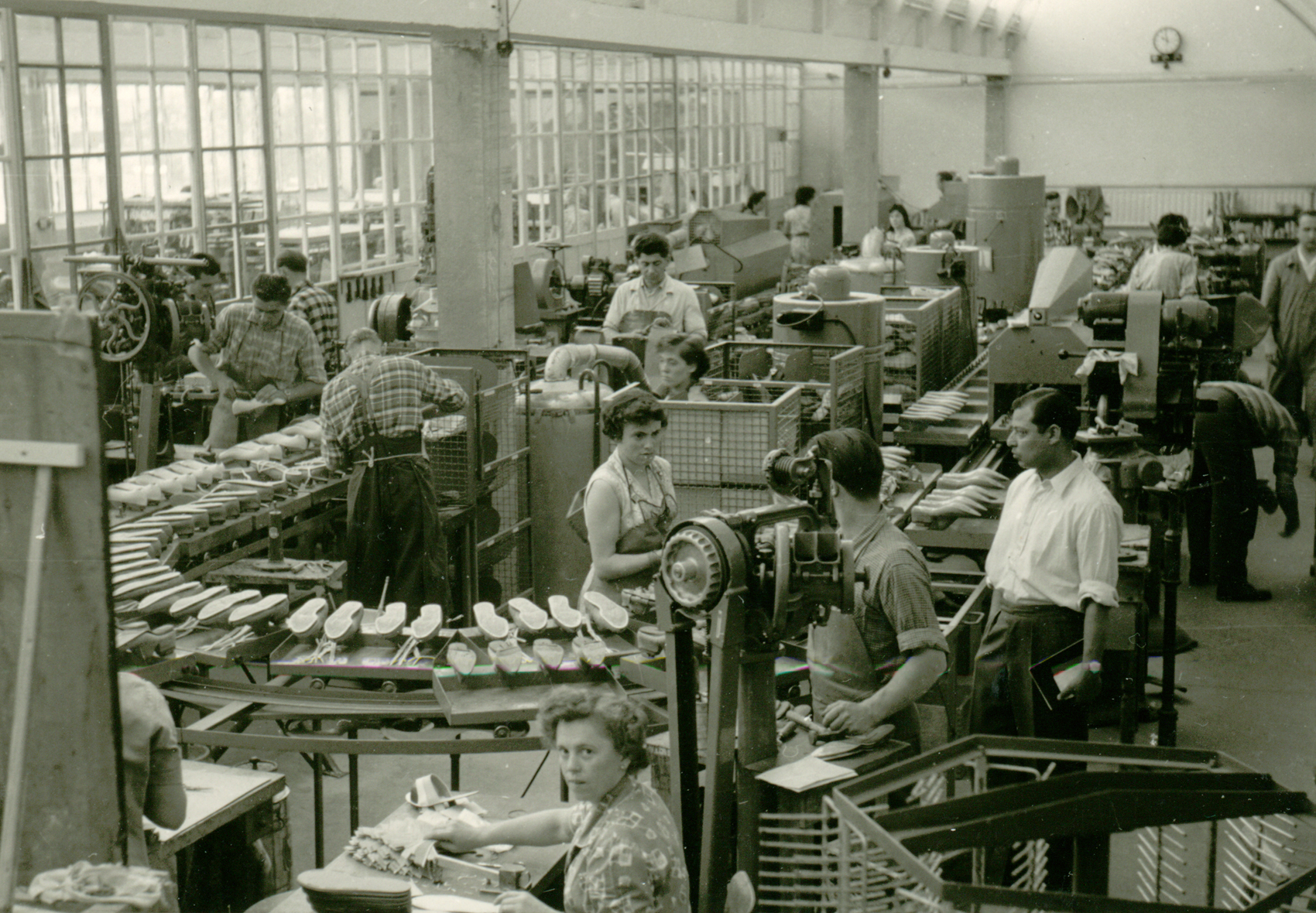
Una catena di montaggio in una fabbrica di scarpe.

La globalizzazione e la crescita esponenziale delle informazioni indotta dall'enorme espansione delle reti telematiche aumentano la complessità del sistema, esemplificata però attraverso l'elaborazione di schemi formali (matematico-statistici) ed informali (socio-psicologici).
La difficoltà ad interpretare correttamente la pluralità di informazioni ricevute determina incertezza, che può essere ridotta attraverso la costruzione e la stabilizzazione di schemi interpretativi comuni e di un supporto emotivo tipico delle relazioni dirette.
Londra, New York e Tokio sono luoghi di incontro ideali della comunità finanziaria internazionale in cui si cementano con relazioni dirette i rapporti virtuali della comunità informatica.
La fiducia nei prodotti finanziari e nelle reti che li alimentano diventa generalizzata e istituzionalizzata, grazie soprattutto all'importante contributo fornito dalle interazioni dirette tra gli attori del sistema.
Lipset e Schneider (1983) hanno dimostrato empiricamente che le relazioni fiduciarie interpersonali forniscono un importante contributo alla fiducia sistemica evidenziando quindi il pericolo per l'ordine istituzionale di quelle società come gli Stati Uniti in cui il capitale diminuisce.
Putnam (1995) ed Etzioni (1995, 1996) sostengono che la promozione di associazionismo civico, socievolezza spontanea ed esperienze neo-comunitarie possono contribuire concretamente alla risoluzione del problema.
L'estensione della fiducia è uno dei fattori che contribuiscono allo sviluppo e al processo di modernizzazione.
Perché si abbia una mobilitazione delle risorse necessarie allo sviluppo è necessario un clima favorevole al mutamento sia da parte delle élite che della popolazione.
La fiducia nel mutamento dipende da vari presupposti e cioè dal contributo di élite modernizzartici autoctone, che elaborano e diffondono un'ideologia dello sviluppo, dal contagio relazionale con contesti esterni a quello di riferimento, favorito da mediatori sociali e da una predisposizione culturalmente favorevole al cambiamento, soprattutto da parte degli imprenditori sociali (Burt, 1987 e Nohria, 1992).
Qualora lo sviluppo determini risultati positivi innesca un clima favorevole che si estende ad inglobare più ambiti e reti sociali.

### Potere organizzativo
La rete sociale è un ambito specifico di studio della scienza sociale e un termine metabolizzato anche dai non esperti ai lavori.
L'attore sociale è immerso in un sistema di interdipendenze crescenti e globali.
L'idea di rete incoraggia una ricerca senza limiti nell'ampio e complesso contesto sociale.
I sostenitori della network analysis aspirano a sintetizzare con leggi matematiche le relazioni e la struttura sociale. Nel secondo dopoguerra hanno beneficiato del contributo di due filoni di pensiero: la "scuola di Manchester" il cui capostipite Gluckman dopo aver iniziato una serie di ricerche in Africa negli anni quaranta dirige negli anni cinquanta l'attività di un gruppo di ricercatori (Mitchell, Barnes, Turner, Epstein, Van Velsen, Kapferer) e "la scuola di Harvard" in cui Harrison White avvia una ricerca successivamente approfondita nelle diverse tematiche da Wellman, Berkowitz, Burt, Mark Granovetter.
I discepoli di Gluckmann iniziano lo studio delle reti sociali motivati dal desiderio di superare il paradigma struttural-funzionalista di Radcliffe-Brown a cui era rimasto ancorato l'originale lavoro del caposcuola. L'esigenza, dettata dalla difficoltà del modello funzionalista, di spiegare la complessità e fluidità dei processi di transazione presenti nelle aree di ricerca privilegiate (Zambia e Malawi) avvicina i seguaci di Gluckman all'impostazione situazionista (Banton, 1966).
Il funzionalismo presenta dei limiti in quanto considera l'individuo incapace di manipolare e confrontare le norme, i valori e le relazioni sociali instabili, informali e dai confini normativi sfumati.
La rete è un insieme più o meno ampio di relazioni sociali ciascuna delle quali costituisce un'unità base dell'analisi tra individui (nodi).
La forma delle relazioni dipende dal loro contenuto (risorse materiali e immateriali, coercitive, rituali e simboliche, singoli o multipli, cognitivi ed emotive).
Secondo Boissevain (1974) le risorse nelle reti transitano attraverso rapporti di scambio, negoziazione e conflitto.
Gli antropologi di Manchester analizzano le reti dalla prospettiva del singolo (ego-networks) e, in antitesi con la metodologia situazionista, lasciano sullo sfondo le dimensioni e le rigorose definizioni dei concetti macro (società, struttura sociale e sistema culturale).Individuano inoltre le proprietà della relazione sociale (direzione, frequenza, intensità durata e contenuti) e la morfologia delle reti di relazioni che è data dalla densità (rapporto tra le relazioni degli individui appartenenti a una stessa rete e l'insieme di relazioni possibili), centralità (idea base della rete), raggiungibilità (proporzione di persone del reticolo contattabili da un qualsiasi punto) e stella di primo e secondo ordine (rapporti diretti e indiretti di Ego).
Gli studiosi di Manchester preoccupati di perdere i riferimenti, inconveniente di un'eccessiva formazione, limitano la schematizzazione dei reticoli sociali e delle loro proprietà con la teoria matematica dei "grafi". Inoltre sono consapevoli delle difficoltà connesse alla ricostruzione e misurazione delle proprietà globali delle reti di grande scala, poiché è improbabile fornire una descrizione completa degli individui incontrati da Ego nel presente e nel passato. Nelle reti di grandi dimensioni, essi limitano lo studio ai legami diretti di Ego con un campione di individui in un arco di tempo ridotto.
I teorici della scuola di Manchester sostengono che gli attori sociali, pur avendo gli spazi di autonomia e creatività, agiscono all'interno di relazioni strutturate attivate dalla tipologia delle reti di appartenenza.
Il tentativo dei discepoli di Gluckman di legare la forma ai contenuti delle relazioni sociali sarà la fonte di innumerevoli difficoltà oggettive.
La teoria formulata da Mitchell (1969) di arrivare, partendo dai reticoli personali per fasi successive di astrazione, ad una rappresentazione sistematica delle strutture istituzionali e della rete globale della società causa pregiudizio e omette di considerare che ogni relazione interpersonale ha una sua specificità dettata dal tema dominante (economico, politico...).
La scuola di Manchester trascura erroneamente le interdipendenze tra le reti, in particolare quelle che appartengono ad un comune dominio sacro (economico, politico, sociale e culturale). È interessante anche capire l'interazione tra l'evoluzione dell'identità del singolo e il mutamento delle reti alle quali egli appartiene. Manca inoltre una teoria che indichi i meccanismi con cui il singolo interagisce coerentemente con i propri simili.
La suddetta scuola ha difficoltà ad individuare le connessioni tra la forma e i contenuti della rete ed i rapporti micro-macro (es. determinazione della variabile indipendente nelle relazioni causali tra densità della rete che indica la connessione tra gli attori della rete, il controllo normativo e i ruoli coniugali).
Un'alta densità della rete causa controlli normativi e ruoli coniugali segregati, una bassa densità determina controlli normativi limitati e ruoli coniugali congiunti.
La fine della scuola di Manchester, registrata intorno alla seconda metà degli anni settanta, è stata la conseguenza di posizioni fortemente critiche nei confronti dell'antropologia coloniale e delle problematiche teoriche irrisolte, eredità delle future generazioni di analisti di rete.
La scuola di Manchester ha fornito importanti contributi alla comprensione delle reti personali sia in ambito rurale, in cui le reti personali sono a maglie strette(alta densità) e i contenuti relazionali poco specializzati (multi stranded), che urbano in cui i legami interpersonali sono a maglie larghe (bassa densità) e con contenuti specializzati (single stranded) che non implicano l'assenza di forti legami.
Nella società urbana moderna la rete parentale, amicale e di vicinato rimane importante nel plasmare i modelli di socievolezza e nel fornire sostegno materiale ed emotivo (Bott, 1957).
La scuola di Manchester afferma che nelle società moderne le reti personali di Ego sono più estese, diversificate e disperse nello spazio; inoltre ai legami forti affianca quelli deboli che hanno una maggiore formalizzazione, specificità funzionale, neutralità affettiva ed acquisizione universale.
La modernità nel sociale, nell'economia e nella politica si influenzano reciprocamente e si rafforzano vicendevolmente sia nei rapporti interpersonali formali che informali.
Il mediatore sociale, elemento essenziale alla creazione di ponti tra reticoli sociali diversi, favorisce il mutamento (Boissevain, 1974) gli scambi e le relazioni nei rapporti centro periferia, tra realtà locali (città, mercati, stati...) ed esterne, traendone vantaggi economici, potere e prestigio.
A partire dagli anni settanta Harrison White studia i reticoli sociali attingendo dalla tradizione sociometrica (moreno, Lewis, Festinger, Rapaport) e dalla sociologia formale di Simmel; condivide con la scuola di Manchester lo studio empirico e l'idea che la relazione sociale è l'unità elementare di analisi, ma fornisce una risposta differente ai collegamenti tra forma e contenuto delle reti, tra attore e rete e tra micro e macro.
La scuola americana desidera formulare la struttura della società sulla base di una rigorosa formalizzazione matematica che evidenzi una geometria del sociale e rifiuta la spiegazione del comportamento umano o dei processi sociali sulla base degli attributi individuali e categoriali degli attori (età, sesso, etnia, classe sociale, religione...).
L'interesse prevalente concerne la forma delle relazioni sociali e l'eventuale asimmetria di potere presente nelle stesse.
La forma delle relazioni ne influenza i contenuti e ha un'elevata autonomia dagli attori e dalle risorse coinvolte.
Il comportamento degli attori è fortemente condizionato dalla struttura delle relazioni in cui sono inseriti.
Barry Wellman e Peter Berkowitz (1988) considerano il sistema culturale, le norme ed i valori come effetti dei cambiamenti strutturali delle relazioni sociali.
L'individuazione del ruolo che gli attori di una relazione strutturale hanno nel sistema relazionale globale richiede la raccolta di una pluralità di dati che determina di fatto la possibilità di essere condotto solo su popolazioni ristrette.
La scuola americana sostiene inoltre che l'individuo dipende quasi esclusivamente dalla struttura della rete e che le macrorelazioni sociali sono la sommatoria di quelle micro.
La struttura sociale è la struttura nel tempo e nello spazio delle relazioni sociali di una società.
In realtà il nodo micro-macro rimane in quanto sia la macrostruttura che l'aggregazione di relazioni sociali elementari non sono in grado di definire i confini sensoriali, simbolici e culturali della struttura sociale.
Questo approccio è incapace di spiegare la genesi, la riproduzione e la trasformazione della struttura sociale, riduce gli spazi di libertà ed ambivalenza degli attori, sottovaluta il ruolo autonomo della cultura nel sistema e le interconnessioni tra struttura, cultura e attori.
I limiti della scuola americana hanno incentivato proposte correttive ed integrative che hanno determinato un ripensamento teorico nello stesso capostipite.
Cook (1987) promuove l'integrazione tra la teoria dello scambio sociale e la network analysis, perseguita ma non risolta dalla scuola di Manchester, che permetterebbe una più attenta valutazione dei contenuti dei legami sociali e della relazione tra forma e contenuti delle reti.
Dallo studio degli scambi materiali e immateriali l'autrice deriva che la struttura sociale condiziona l'azione del singolo che, a sua volta influenza la società; risente del meccanismo utilitarista basato su punizioni e ricompense e condivide il nesso micro-macro degli strutturalisti americani.
Collins (1992) ritiene necessario effettuare, ai fini della comprensione del rapporto forma e contenuti delle reti, una distinzione analitica delle risorse scambiate, definisce la struttura della rete un mix di vincoli e risorse per l'attore, l'identità il frutto dei rituali d'interazione delle cerchie sociali in cui l'attore è transitato (miscela di capitale culturale ed energie emozionali che costituiscono le risorse del singolo nella negoziazione degli incontri successivi) e afferma che le decisioni dell'attore sono legate sia alla dimensione razionale che a quella irrazionale. Ciò permette una migliore comprensione dell'incertezza, ambiguità, conflitto, coercizione, manipolazione interpretativa delle regole del gioco interattivo.
Dall'incontro tra due attori ha origine l'intersezione delle esperienze di vita degli stessi.
La sommatoria delle esperienze di vita plasma la società.
Le istituzioni sociali sono la sommatoria di interazioni micro estese nello spazio, nel tempo e nel numero.

### Cultura organizzativa

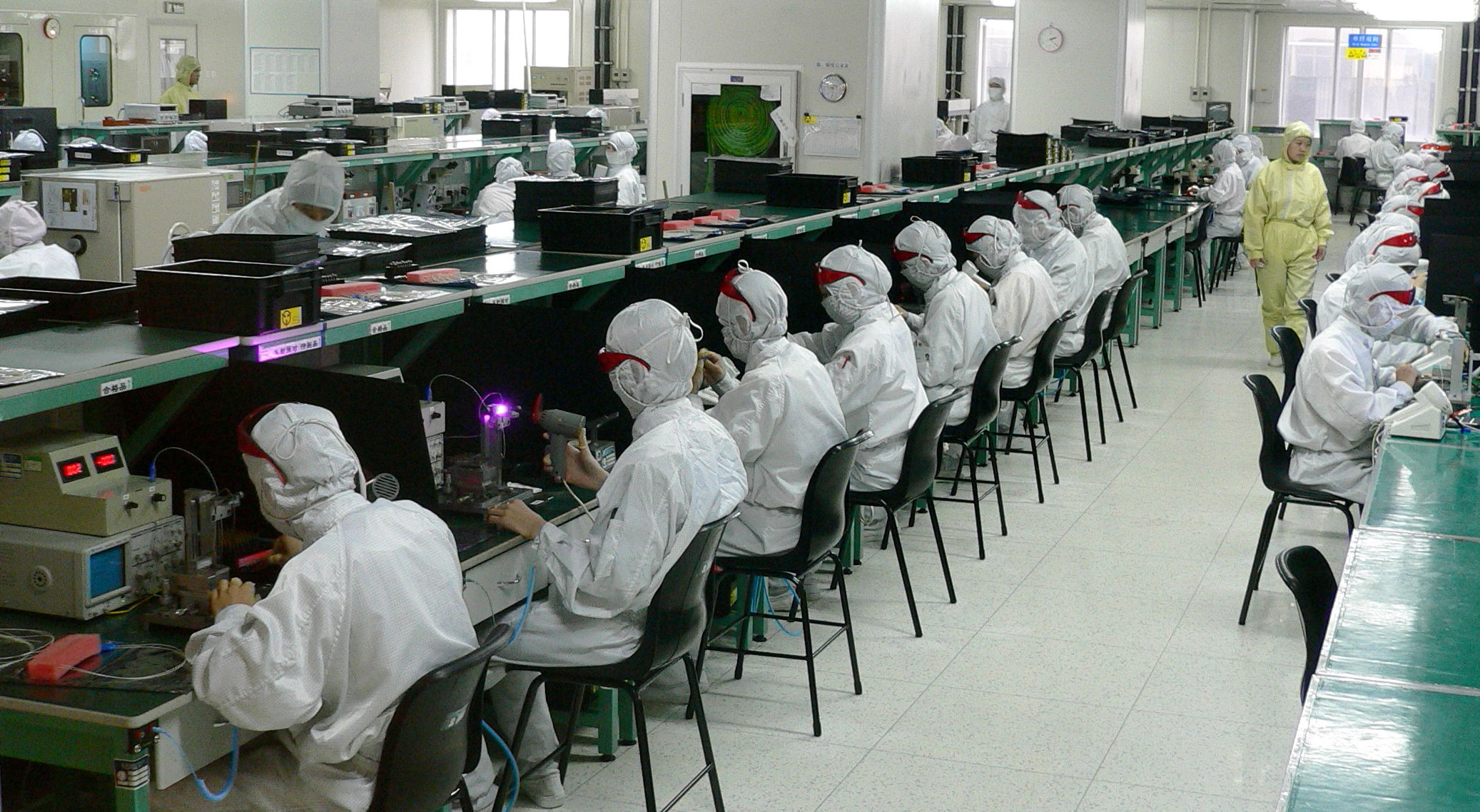
Posizioni lavorative in una camera per assemblaggio elettronico.

Ogni situazione locale micro è influenzata dalla struttura macro (Collins).
La tesi di Collins è molto descrittiva (scevra di schematizzazioni). L'autore è legato all'individualismo metodologico, mostra quindi scarsa attenzione alle variabili macro (struttura sociale e sistema culturale).
Il capitale culturale è prodotto e usato dagli individui solo in particolari incontri e funge da legante solo in particolari reti (Collins).
White (1992) accetta i suggerimenti di Cook e Collins, tesi a elaborare una revisione critica dell'analisi di rete americana e studia più attentamente i rapporti tra forma e contenuti delle reti.
Gli attori sociali da un lato sono condizionati dalle reti di relazioni in cui sono immersi, dall'altro sono in grado di trasformare la struttura.
L'identità è la fonte di ogni azione; può coincidere con attori individuali e collettivi (datore di lavoro, comunità...); e in ogni azione rimodella e scopre se stessa.
White sposa l'idea di una realtà instabile e, riconoscendo che le reti sociali sono anche reti di significati, introduce nell'analisi anche i valori, le narrazioni, la retorica, le storie.
L'approccio di White opera significativi progressi rispetto al modello di Collins, arricchisce e dinamicizza la versione forte dell'analisi strutturale e essendo suscettibile di formalizzazione matematica, gode dell'appoggio degli analisti strutturali. Rivaluta la dimensione culturale che comunque continua a rivestire un ruolo secondario.
Archer (1988) sostiene infatti che l'analisi congiunta di cultura e struttura sociale è inadeguata alla trattazione del sistema culturale. I sistemi culturali possiedono una logica e proprie contraddizioni interne che richiedono un'analisi specifica degli stessi e delle interazioni di questi con gli altri ambiti della vita sociale.
I risultati più interessanti degli analisti di rete americani sono quelli che più si sottraggono ai rigidi vincoli e riduzionismi dell'analisi strutturale.
Le ricerche di Josh Fisher (1977) sulle reti interpersonali, in ambito urbano e rurale, sono sistematiche, estese ed eclettiche nel recepire le acquisizioni più interessanti degli analisti di rete britannici ed americani.
Le reti egocentriche di Fisher vengono interpretate tenendo conto dei dati relazionali attinenti alle proprietà della rete (risorse che vi transitano) e degli attributi dei protagonisti (personalità).
Fisher concorda con la scuola di Manchester che la crescita dell'urbanizzazione, del reddito e del grado di istruzione, determina pesi minori nelle reti interpersonali parentali e tra vicini rispetto a quelle amicali e aggiunge che la crescita del reddito, dell'istruzione e della densità e mobilità territoriale, variabili legate al fenomeno dell'urbanizzazione, semplificano e promuovono le scelte relazionali degli attori.
Esplorando attentamente i contenuti delle reti e la qualità dei legami dichiarata dagli intervistati, Fisher scopre che le reti dai contenuti specializzati non implicano relazioni emotivamente insoddisfacenti e la minore densità della rete non esclude legami forti, infatti un'alta densità del reticolo può veicolare solidarietà e sostegno ma anche costrizione, ostilità e conflitto.
La modernità determina secondo Fisher maggiori possibilità relazionali e scelta nell'attivazione o disattivazione dei rapporti interpersonali.
Ciò può determinare gratificazioni relazionali ma anche frustrazioni nel caso in cui insuccessi e delusioni vengano percepiti quale prodotto delle proprie scelte relazionali. Ritiene importante sia la forma che i contenuti dei reticoli, il legame tra le reti locali ed il contesto sociale più ampio e lascia spazio all'autonomia decisionale, all'incertezza, al conflitto e all'ambivalenza dell'attore.
Le numerose ricerche dei sociologi dell'economia confluiscono in poche idee guida e focalizzano l'attenzione sui produttori dei mercati alla concorrenza perfetta.
I mercati sono organizzazioni sociali generate e rimodellate dall'azione dei produttori che, al fine di accrescere o mantenere le rispettive quote di mercato, si controllano a vicenda e differenziano i prodotti per assicurarsi nicchie di mercato distinte e durature nel tempo.
Ciascun produttore nel definire la quantità, la qualità ed il prezzo del prodotto valuta il comportamento degli altri produttori e i gusti dei consumatori (Andrew G. White, 1981).
Cyril Burt (1983) descrive l'attenzione dei produttori rivolta alla diminuzione della concorrenza e afferma che il potere di mercato di un settore cresce quando si riduce la competizione interna al settore e aumenta quella tra i fornitori e acquirenti del settore stesso. Le strategie di amministrazione della concorrenza si concretizzano con i legami diretti ed indiretti di cooptazione tra le imprese attraverso legami di proprietà, bilocazione o plurilocazione dei membri dei consigli di amministrazione, collegamenti indiretti mediati da istituti finanziari con finalità di controllo, influenze incrociate e acceso comune ad informazioni che attivano un processo di incremento dei profitti delle aziende.
White e Burt pur mantenendo una visione strutturale dei mercati, sostengono che i produttori, nonostante i vincoli settoriali e le reti di interdipendenza con altri imprenditori, hanno significativi margini di libertà.
L'aumento dei legami personali tra i consigli di amministrazione delle grandi aziende sono finalizzati alla comunicazione, al coordinamento e al controllo; preludio alla riduzione dell'incertezza ambientale.
La costituzione e riproduzione dei legami dipende anche dalle caratteristiche personali e fiduciarie (affidabilità, prestigio, competenza...) dei membri dei consigli di amministrazione cooptati (Mizruchi e Stearns, 1994).
Il contributo di White e Burt integra le teorie economiche dei mercati non concorrenziali di Kenneth Edgeworth (contrattazione negoziale tra le parti, razionalità strategica, informazione incompleta).
Granovetter (1973, 1974, 1982, 1984, 1985, 1992, 1995) analizza le informazioni, le risorse strategiche e l'incertezza; definisce le istituzioni economiche e il mercato come costruzioni sociali, costituite da reti di interdipendenze tra attori economici, condizionati dalla forma e dai contenuti dei legami, partecipanti alla trasformazione della società e alla riduzione delle incertezze economiche e strategiche con informazioni formali (mass media) e soprattutto informali (parenti, amici, conoscenti...) poiché detta informazione è spesso più accurata e qualitativamente più ricca di quella formale.
L'interazione con attori con i quali si hanno legami deboli (conoscenti) ha una potenzialità informativa più elevata di quella con soggetti i cui legami sono forti (parenti e amici). Infatti gli individui debolmente legati ai protagonisti delle ricerche hanno una maggiore probabilità di frequentare ambienti sociali diversi e conseguentemente di trasmettergli informazioni nuove.
Le conferme empiriche di Granovetter sono state smentite da ricerche che approfondiscono l'importanza dei legami forti all'interno di minoranze etniche o religiose.
Gli analisti di rete trascurano il comportamento del consumatore.
Secondo Burt la ricchezza di informazioni di una società dipende dalla potenzialità informativa delle cerchie sociali (buchi strutturali) che gli imprenditori sociali (ponti) sono in grado di mettere in contatto.
Negli Usa e in UK le interdipendenze tra i consigli di amministrazione sono finalizzate alla raccolta di informazioni economiche e politiche. Infatti i consiglieri amministrativi spesso occupano anche cariche in circoli sociali di prestigio, nei grandi gruppi di interesse e nei luoghi in cui i rapporti con il governo e la burocrazia sono diretti (Michael Useem, 1984).
Il circolo segreto è un gruppo ristretto di persone con un'elevata coesione sociale che detiene e beneficia del monopolio informativo, del credito personale e della fiducia accumulata per orientare l'eterogenea élite economica verso obiettivi comuni e mobilitare l'azione collettiva sul fronte politico.
L'élite economica è divisa al suo interno anche se appare coesa e organizzata nel circolo segreto e politicamente unita guida opinioni, valori e strategie d'azione.
Edward Laumann e Franz Urban Pappi (1976) ricostruiscono la struttura delle relazioni formali ed informali entro cui le persone influenti sono inserite per comprendere i complessi meccanismi di potere.
Le analisi descrittive arricchiscono il numero della variabili; aiutano quindi la redazione di un'articolata teoria del potere.
In campo politico, gli analisti strutturali studiano la leadership politica piuttosto che i rapporti tra élite e cittadini o il comportamento politico dei cittadini. Una scelta dettata prevalentemente dalla necessità di applicare alla popolazione analizzata tecniche laboriose su dati relazionali che non sempre possono essere trattati con il metodo del campionamento.
La network analysis è un approccio teorico originale che, avviato dalla scuola di Manchester e ripreso da vari ricercatori, studia con efficacia, anche le tecniche quantitative e formulazioni matematiche, la complessità sociale, i seguenti aspetti: il passaggio dalla società tradizionale a quella moderna, il ruolo delle relazioni interpersonali particolaristiche e il rapporto di queste con quelle universalistiche, l'identità politica, economica e sociale degli attori, indicando inoltre un percorso di ricerca meritevole di approfondimento.
L'attore riduce l'incertezza e la complessità transitando nelle reti sociali allargate (più o meno inclusive), legandosi alla reti particolaristiche (più o meno esclusive), ricorrendo spesso alle relazioni dirette focalizzando la fiducia su specifici attori e situazioni.
La pluralità e l'intersezione delle appartenenze particolaristiche favoriscono l'apertura verso il mondo e l'estensione della fiducia.